# Pastor Alape
Pastor Lisandro Alape Lascarro (Puerto Berrío, Antioquia, 5 de junio de 1959) es un exguerrillero y político colombiano. Perteneció a la guerrilla de las Fuerzas Armadas Revolucionarias de Colombia - Ejército del Pueblo (FARC-EP).
Fue miembro del secretariado de las FARC-EP desde finales de septiembre de 2010 hasta su desmovilización, en reemplazo de Jorge Briceño Suárez. Tras el Acuerdo de Paz entre el gobierno colombiano y las FARC-EP, ha sido miembro de cargos directivos del partido Comunes y fue candidato a la alcaldía de Puerto Berrio (Antioquia) en 2023.

## Biografía

### Militancia en las FARC-EP
Lascarro ingresó a las FARC-EP en 1979 en Chaparral (Tolima), después de haber integrado la Juventud Comunista (JUCO) y tomó el seudónimo de 'Pastor Alape', llegando a formar la guardia personal de Jacobo Arenas, uno de los fundadores de las FARC-EP, donde recibió adoctrinamiento político, hasta llegar a ser instructor de la Escuela de cuadros 'Hernando González Acosta'.
Luego ingresó al frente cuarto de las FARC-EP, que operaba en Cimitarra, Santander.En 1988, ingresó al Estado Mayor de las FARC-EP. A mediados de 1989, siendo segundo al mando y delegado político del Bloque Oriental de las FARC-EP, el secretariado le asignó la comandancia del Frente 45 de las FARC-EP 'Atanasio Girardot', con guerrilleros provenientes del Frente 10 de las FARC-EP 'Guadalupe Salcedo'.  
En 1991, cuando se inició la Operación Casa Verde contra los campamentos de "Casa Verde", fue designado jefe del Frente 52 de las FARC-EP 'Juan de la Cruz Varela'. En 1992 el secretariado de las FARC-EP le asigna la restructuración del Frente 51 de las FARC-EP. En junio del mismo año, Pastor Alape dirige desde los Llanos a las compañías Ángel Bonilla y Antonio Anzoátegui, para atacar en la región del Guavio, departamento de Cundinamarca. 

#### Comandante de Bloque Magdalena Medio
En agosto de 1993 fue designado por el jefe de las FARC-EP, Rodrigo Londoño Echeverry, alias 'Timochenko', al Bloque Magdalena Medio de las FARC-EP. En 1996 antes que se creara la "Unidad sur" y "norte" del Bloque Magdalena Medio, Pastor Alape estuvo coordinando operaciones desde campamentos ubicados en la región del Magdalena Medio. Fue el encargado de contrarrestar y comandar la ofensiva contra grupos paramilitares.
Su centro de operaciones iba desde los ríos Ite y Tamar, la quebrada La Pajuila y el río Cimitarra, entre los departamentos de Antioquia, Santander y el sur de Bolívar en el Magdalena Medio. Tenía asignada la formación de mandos para las unidades que conformaban el Bloque Magdalena Medio, en la escuela de cuadros “Ricardo Franco”, ubicada  en el corregimiento Plan de Armas de Landázuri (Santander).

#### Miembro del Secretariado de las FARC-EP
Fue Jefe del Bloque Magdalena Medio y miembro del secretariado de las FARC-EP, tras la muerte de Mono Jojoy el 22 de septiembre de 2010.
Participó en las negociaciones del Acuerdo de paz entre el gobierno colombiano y las FARC-EP.

### Trayectoria política
En agosto de 2017 fue elegido miembro de la Dirección Nacional de la Fuerza Alternativa Revolucionaria del Común partido fundado por exguerrilleros de las FARC-EP tras el Acuerdo de paz entre el gobierno colombiano y las FARC-EP Ocupó el puesto número 9° en la votación realizada por los delegados en el congreso fundacional con la que eligió a 111 miembros. También fue designado delegado del partido FARC al Consejo Nacional de Reincorporación.Desde agosto de 2017 es miembro de la Dirección Nacional del partido Fuerza Alternativa Revolucionaria del Común y delegado al Consejo Nacional de Reincorporación. 
Fue candidato a la alcaldía de Puerto Berrio (Antioquia) en las elecciones de 2023.

## Acusaciones y delitos
El gobierno de Estados Unidos ofrecía una recompensa de hasta 2,5 millones de dólares por la información que conduzca a su arresto y/o condena, por cargos de narcotráfico.
Alape como miembro del último Secretariado de las FARC-EP ha reconocido ante la Jurisdicción Especial de Paz (JEP) ser coautor de los delitos como secuestro, homicidios, violencia sexual, desplazamiento forzado entre otros. Además de pedir perdón a víctimas de secuestros, la masacre de Bojayá, el secuestro y el asesinato del exgobernador de Antioquia Guillermo Gaviria y su asesor de paz, Gilberto Echeverri,a una víctima de mina antipersona.